# Elacholoma prostrata
Elacholoma prostrata är en gyckelblomsväxtart som först beskrevs av George Bentham, och fick sitt nu gällande namn av W.R.Barker och Beardsley. Elacholoma prostrata ingår i släktet Elacholoma och familjen gyckelblomsväxter. Inga underarter finns listade i Catalogue of Life.